# São José da Safira (ort)
São José da Safira är en ort i Brasilien.   Den ligger i kommunen São José da Safira och delstaten Minas Gerais, i den sydöstra delen av landet, 700 km öster om huvudstaden Brasília. São José da Safira ligger 265 meter över havet och antalet invånare är 290.
Terrängen runt São José da Safira är huvudsakligen kuperad, men österut är den platt. Runt São José da Safira är det glesbefolkat, med 8 invånare per kvadratkilometer.. Det finns inga andra samhällen i närheten.
Omgivningarna runt São José da Safira är huvudsakligen savann.